# Eluvium
Eluvium är en pseudonym för den amerikanska musikern Matthew Cooper. Han skapar musik inom genren ambient men är även känd för en blandning av olika genrer av experimentell musik, inklusive elektronisk, minimalism samt piano.
Under namnet Inventions har Cooper tillsammans med Mark Smith från bandet Explosions in the Sky släppt två studioalbum: Inventions (2014) och Maze of Woods (2015).
Cooper har även producerat soundtrack för filmerna Some Days Are Better Than Others och For Thousands of Miles.

## Diskografi

### Studioalbum
- Lambent Material (2003)
- An Accidental Memory in the Case of Death (2004)
- Talk Amongst the Trees (2005)
- Copia (2007)
- Similes (2010)
- Static Nocturne (2010)
- Nightmare Ending (2013)
- Curious Things (2016)
- False Readings On (2016)
- Shuffle Drones (2017)
- Pianoworks (2019)
- Virga I (2020)
- Virga II (2021)

som Matthew Robert Cooper
- Miniatures (2008)

som Robert Eden
- Dedicate Function (2012)